# عایق سلولوزی
عایق سلولوزی (انگلیسی: Cellulose insulation) از فیبرهای گیاهی تشکیل شده است و در دیوار و سقف برای عایق‌کاری به کار می‌رود.